# Rivolta di Cosenza
La rivolta cosentina o ribellione di Cosenza è stata un'insurrezione popolare avvenuta il 4 novembre 1943 da parte della popolazione cosentina contro la Prefettura del comune di Cosenza.

## Contesto

### Le condizioni critiche della regione

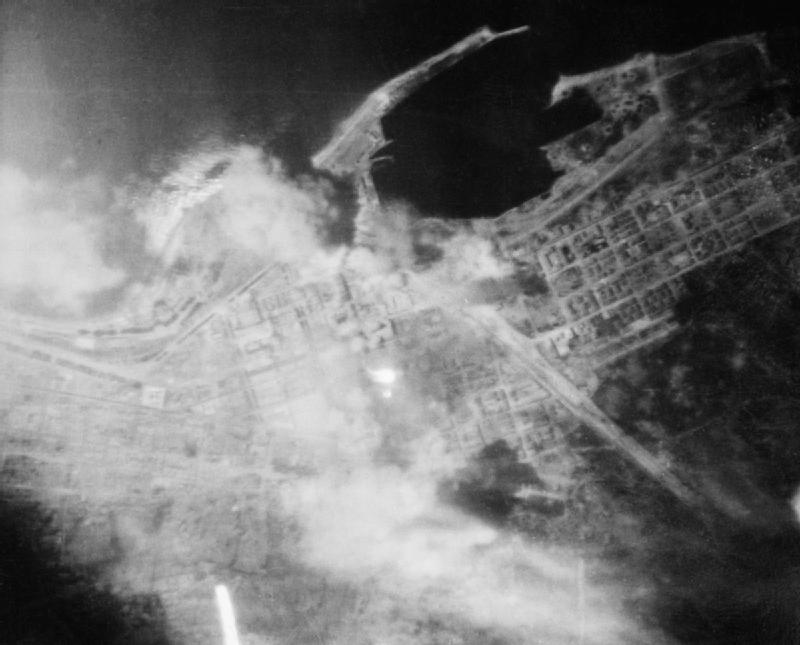
Fotografia scattata durante un bombardamento notturno su Reggio Calabria da un Vickers Wellington della RAF. Il fumo è causato dell'esplosione di una bomba da 4000 libbre (circa 1814 kg) sganciata dal suddetto aereo.

La Calabria del 1943 era una regione contrassegnata da una depressione economica senza eguali. All’arretratezza endemica del territorio contribuivano un settore agricolo anacronistico, un’industria allo “stato infantile”, scarsamente diffusa e paralizzata dal lungo e catastrofico conflitto (le centrali elettriche della Sila erano fortunatamente salve anche se «la massa di energia elettrica viene in parte trasportata altrove», come nel periodo fascista), infrastrutture civili, come strade e acquedotti di per sé scadenti e insufficienti, che avevano da sempre connotato l’arretrato grado di sviluppo e che adesso si presentavano ancor più ridotte e precarie per gli esiti bellici. E infine, a suggello del disastro, un territorio completamente disarticolato dalla violenza comunque subita, lontano dal fronte e però martoriato prima dalle bombe alleate e poi dalle distruzioni dei tedeschi in ritirata. In quel terribile 1943, infatti, l’aviazione anglo-americana flagellò la regione sganciando tonnellate di bombe su paesi e città, e a peggiorare la situazione erano le opere di demolizione avvenute in tutta la Calabria, realizzate senza risparmio dai genieri tedeschi, che seguirono gli ordini del generale tedesco Albert Kesselring di ritirarsi entro l'8 settembre su Castrovillari e di effettuare la tattica di "terra bruciata" per rallentare le truppe britanniche. Cosenza stessa venne martellata dai bombardieri anglo-americani: il 12 aprile 1943 la città subì un bombardamento in pieno giorno, causando distruzioni di case e infrastrutture, con decine di morti tra la popolazione civile. Nel centro storico venne distrutto il seminario arcivescovile e subì danni anche il Duomo. Dopo il bombardamento chi può abbandona la città e cerca rifugio nei paesi vicini, già invasi di sfollati provenienti anche da altre regioni.
Gli stessi Alleati, di fronte alla gravità della situazione e al disorientamento generale, si mostrarono perplessi sulla possibilità di ripresa. In un rapporto al generale Harold Alexander, il capo degli Affari civili del Governo militare alleato, il nobile inglese Maggior Generale Francis Rennell Rodd, temendo addirittura una ripresa del brigantaggio, manifestò quanto fosse difficile il «governo di una popolazione scoraggiata e apatica», con una «burocrazia incompetente». Il tributo di sangue pagato dalla popolazione civile fu oneroso anche in seguito alla caduta di Mussolini, quando la gente pensava di essere uscita dall’incubo della guerra. Basta ricordare i massacri avvenuti alla vigilia dell’armistizio e ancora dopo la sua firma. A fine agosto e ai primi di settembre Catanzaro e Cosenza registrarono centinaia di morti. Tornando alla depressione della regione, si era determinato un ristagno economico che si evidenziava con redditi bassissimi, disoccupazione enorme, abissale miseria. Quella miseria che spinse all’azione masse di diseredati, esasperò le tensioni sociali e portò, con un effetto rivoluzionario, alla crisi definitiva del tardo-feudalesimo formato da ceti reazionari aggrappati alla rendita parassitaria che tenevano imprigionato il territorio e ne bloccavano lo sviluppo.

### La mancata epurazione della vecchia classe politica
In tale condizione precaria, dominante all’indomani dello sbarco anglo-americano nel continente (Operazione Baytown), non era un compito semplice riavviare la macchina dello Stato, riparare le case, dare cibo alle popolazioni stremate. Il governo militare alleato si adoperò per far ripartire la vita politica e amministrativa senza tuttavia modificare più di tanto l’impalcatura dello Stato fascista. Anzi, come avrebbe accusato nel marzo 1944 l’organo del Partito Comunista Italiano «L’Unità», tollerava presenze e rigurgiti neofascisti nelle istituzioni, assistendo passivamente all’attività di “agenti hitleriani” che in molti centri della Calabria si muovevano indisturbati, si accanivano sulle organizzazioni antifasciste, commettevano attentati contro tipografie nelle quali si stampavano i giornali democratici, usavano la dinamite per distruggere sedi del PCI, ingaggiavano sparatorie con i soldati, in ciò «incoraggiati dalla criminale complicità delle autorità governative». Con i limitati strumenti messi a disposizione dagli anglo-americani, si formò allora una nuova coscienza politica che intravide nei bisogni delle masse da soddisfare il motivo del proprio impegno. La Calabria dunque era una regione in mezzo al guado tra un passato che ancora si prolungava e un futuro tutto da scoprire.
La spinta alla democrazia dovette fare i conti con diversi ostacoli frapposti sulla via di un reale mutamento. In particolare, alle resistenze delle vecchie classi dominanti, fatte da uno schieramento conservatore e reazionario che poggiava su uomini e strutture politico-istituzionali retaggio del fascismo. Non meno nefasti si dimostrarono il camaleontismo politico di numerosi fascisti subito traslocati nei partiti risorti, che accolsero molti notabili compromessi con il passato ventennio, l’organizzazione del regime ancora in piedi e, infine, la blanda e di fatto mancata epurazione. Quella che affiora immediata, a ogni modo, è la voglia palpabile di partecipazione popolare che, dopo un avvio stentato per la mancanza di direzione politica e per gli ostacoli frapposti dagli Alleati che temevano una pericolosa instabilità, è documentata dall’adesione sempre più numerosa ai partiti di uomini e donne.

### Le varie insurrezioni
La Calabria non era stata silente durante il Ventennio e si erano pure registrate manifestazioni di protesta e di dissenso sociale nonostante il ferreo controllo politico e poliziesco. Ma erano state ben poca cosa rispetto a quel che si verificò dopo la caduta del fascismo. Forse perché si sentivano “protetti” dalla democrazia armata portata dall’esercito anglo-americano – una democrazia particolare viste le condizioni –, gli abitanti di molti centri calabresi insorsero contro le autorità fasciste locali rimaste ancora al loro posto dopo l’armistizio. Lo fecero, per lo più, con motivazioni di ordine sociale. Le folle davanti ai municipi magari chiedevano solo uno “strappo burocratico” alla tessera del pane, un sostegno alimentare. Le manifestazioni, però, mostravano spinte di carattere politico viepiù nitide e marcate. Sempre più spesso, infatti, esse erano guidate da agitatori comunisti e socialisti ed esprimevano nette motivazioni antifasciste. Molte volte queste manifestazioni degradavo in vere e proprie rivolte, diventando violente e causando la morte di più persone. La prima rivolta in Calabria avviene la mattina del 9 settembre a Limbadi, che velocemente trasforma il paese appena liberato in un campo di battaglia, senza però causare alcun morto. Come un'onda, molti dei paesi liberati dall'esercito anglo-americano si ribellarono contro podestà e segretari comunali.

## Evento

### La rivolta

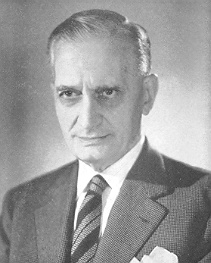
Fausto Gullo

La più nota delle insurrezioni calabresi è quella avvenuta a Cosenza il 4 novembre. Sin dalla liberazione da parte degli alleati di Cosenza, il Cln, i partiti antifascisti e la confederazione del lavoro avanzarono richieste d’avvio di un processo di ristrutturazione della cosa pubblica e la rimozione immediata del vecchio prefetto dottor Enrico Endrich che, sicuro della protezione alleata, continuò imperterrito a occupare il palazzo del governo; si trattò di richieste totalmente inascoltate. Ben presto l’entusiasmo e l’accoglienza fatta alle truppe alleate si trasformò in sentimenti di ostilità. Le medesime truppe iniziarono ad assumere comportamenti poco consoni, nei centri e nelle campagne si manifestarono episodi di ubriachezza, di aggressioni, di assalti animaleschi nelle case, di saccheggi, di stupri, di risse, di furti, ecc. I comandanti alleati rifiutarono l’assegnazione di abitazioni agli sfollati rientrati dal fronte e la negazione di ogni tipo di assistenza.
L’episodio che provocò la rivolta avvenne il 4 novembre del 1943, quando un gruppo di carabinieri in servizio avrebbe ricevuto l’ordine di cancellare i nomi di Churchill, Roosevelt, Stalin, Tito e altri capi politici delle nazioni in guerra da alcuni manifesti propagandistici che erano stati affissi in città. Un antifascista settentrionale, che si trovava al confino in Calabria, redarguì pesantemente i militari dell’Arma facendo loro notare che l’Italia dopo l’8 settembre era cobelligerante degli angloamericani e che la loro azione non poteva dunque essere giustificata in nessun modo. Ne nacque un acceso battibecco, i carabinieri non gradirono e decisero di arrestare l’uomo. Ben presto gli astanti che assistettero alla scena protestarono ed impedirono che il dissidente fosse portato in caserma. In pochi minuti il capannello di persone divenne un vero e proprio corteo. L’obiettivo divenne il palazzo della Prefettura, quest’ultima era additata dalla folla come un elemento di continuità con il regime fascista. Alla testa dei “rivoltosi” si misero Fausto Gullo, comunista e autentico punto di riferimento per l’antifascismo cosentino, e Francesco Spezzano, acrese ed esponente anch’egli del Partito comunista italiano, futuro senatore della Repubblica. In questo frangente di tempo la diffusione di due notizie riaccesero gli animi del popolo cosentino: la prima relativa all’invio di grano cosentino da parte del prefetto Endrich alle truppe tedesche sul fronte italiano, mentre, la seconda circa il presunto arresto di Gullo. Nel contempo un gruppo di militanti comunisti e antifascisti armati si radunarono nella Villa Nuova di Cosenza, tra i quali il dirigente comunista Gennaro Sarcone e Isolo Sangineto, un rivoluzionario sanlucidano. Loro parteciparono all'assalto della Prefettura disarmando i carabinieri del posto di guardia, con la folla inferocita a seguire, che scavalcò la polizia e invase il palazzo prefettizio con l’intento di linciare il prefetto ed altri funzionari. Il prefetto Endrich fu cacciato a furor di popolo dal palazzo del governo, lo stesso Sarcone, si dice, spaccò in testa a Endrich un ritratto di Mussolini a cavallo, costringendo le truppe alleate a intervenire, arrestando il prefetto e tentando di disinnescare la situazione. Dopo l’assalto agli uffici governativi, la massa in ribellione scese sulla piazza e Fausto Gullo dal balcone improvvisò un discorso con l’intento di calmare gli animi: 
(Fausto Gullo, Frase detta durante il suo discorso a Piazza XV Marzo dal Palazzo del Governo al popolo cosentino)
E così, per acclamazione popolare, Gullo fu "eletto" nuovo prefetto e Spezzano commissario prefettizio, il quale tenne addirittura un discorso di ringraziamento.

## Reazione

### La reazione degli alleati

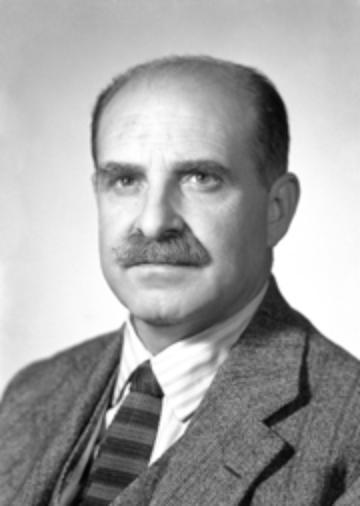
Francesco Spezzano

L’iniziativa della rivolta – e soprattutto il suo esito – fece andare su tutte le furie gli Alleati. Questi ultimi mal tollerarono l’insurrezione e decisero di correre ai ripari. Il “mandato” di Gullo e Spezzano durò infatti poche ore, poiché già il giorno successivo gli angloamericani nominarono prefetto di Cosenza Pietro Mancini e sindaco Francesco Vaccaro, entrambi irriducibili socialisti ma ritenuti più moderati e “affidabili” rispetto ai fulminei ed informali predecessori. Infatti il 5 novembre il Maggiore Angus Watts, addetto agli affari civili nella provincia di Cosenza, divulgò un bando in cui notificò alla popolazione la sostituzione di Gullo e Spezzano. Nel medesimo giorno Gullo, Spezzano, Fortunato La Camera (comunista di fede bordighiana arrivato solo dopo il discorso di Gullo), Oscar Conti e Gennaro Sarcone ed altri ‘feroci comunisti’ furono convocati dagli alleati e costretti a subire le minacce d’esilio nel Kenya britannico per la durata di cinque anni. Essi reagirono con fermezza e la questione si risolse anche grazie all’intervento di Mancini, che condizionò l’accettazione dell’incarico con l’impegno alleato di non produrre alcun tipo di provvedimento a carico dei compagni.
Spezzano disse che Gullo (nell’aprile dell’anno successivo nominato a sorpresa ministro dell’Agricoltura nel secondo gabinetto Badoglio) gli avrebbe confidato a distanza di tempo ricordando l’episodio:
(Fausto Gullo, aprile 1944)
Per quanto riguarda Endrich, come scrisse la figlia Anna, «aveva mandato la famiglia al Nord e lui era rimasto solo nella convinzione di poterla presto raggiungere». Dopo le sue "dimissioni" si rifugiò in un convento di frati. Per ben due volte cercò di raggiungere la famiglia nella Repubblica Sociale Italiana. La seconda volta fu arrestato ma riuscì comunque a fuggire. Solo, isolato e senza mezzi si trovò per mesi nel territorio occupato dell'Italia meridionale; fu infine ospitato da A. Jannone, ex federale di Bari, a Giovinazzo, rimanendo al sicuro sino alla fine del conflitto. Nel 1945 si riunì ai familiari a Roma, lasciando la Puglia per Napoli, dove riprese l'attività di avvocato. Nel dopoguerra aderì al Movimento Sociale Italiano, per il quale nel 1951 fu consigliere provinciale di Cagliari.

### Il nuovo mandato cosentino
Nell'assumere l'amministrazione, il commissario prefettizio Francesco Vaccaro si rivolse ai suoi concittadini con un proclama, nel quale dichiarava di aver «accettato il grave compito senza trepidazione e senza perplessità perché in quest'ora difficile è necessario che ciascuno di noi contribuisca alla soluzione dei più urgenti problemi con spirito di abnegazione e sacrificio». La sua attività amministrativa fu dedicata quasi esclusivamente ad affrontare la gravissima emergenza, dato che, come affermava nel sopra citato proclama, «tutto è da riorganizzare; molte cose sono da rifare, ogni servizio deve essere rigorosamente adeguato alle necessità attuali, eliminando, senza esitazione, ogni ostacolo ed ogni superata mentalità: dall'annona all'ufficio tecnico, dalle finanze allo stato civile, dall'igiene al corpo dei vigili». E a tale compito si dedicò con volontà tenace e inflessibile, con serena obiettività e con profondo sentimento di amore per la città. Tra le sue doti v'erano senz'altro la tenacia e una volontà ferrea, che gli consentirono non solo di far fronte, come meglio difficilmente si sarebbe potuto in quelle circostanze, ai doveri dell'amministrazione pubblica e all'attività politica, ma anche di dedicarsi in quegli stessi anni e nei successivi ad altre attività e iniziative di interesse cittadino, oltre che alla professione di avvocato penalista e ciò anche a dispetto di una malattia che, a partire dai primi anni Cinquanta, limitò sempre più la sua capacità di deambulazione. Nel 1945, quale sindaco della città, collaborò con Nicola Serra, presidente della Provincia di Cosenza e commissario per la ricostruzione di Cosenza, nella promozione di corsi universitari da tenersi in Cosenza con l'intento di pervenire successivamente alla fondazione di vere e proprie facoltà universitarie.